# Blanddryck

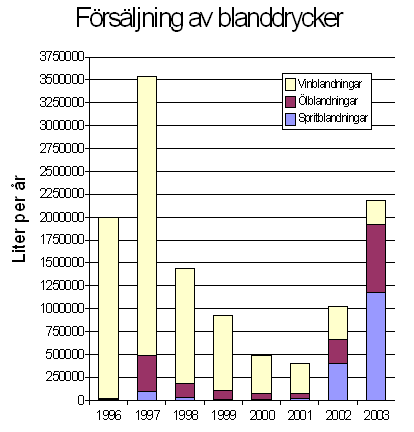
Diagram över Systembolagets försäljning av blanddrycker i Sverige åren 1996–2003.

Blanddryck, kallas även alkoläsk, är en typ av alkoholdryck som består av en blandning, vanligtvis av alkohol och läsk, och oftast kolsyrad. Blanddryckerna kan kallas för färdigblandade drinkar buteljerade på flaska, och de flesta bygger på någon vanlig bassprit som rom eller vodka. Alkoholhalten är ofta över 3,5 volymprocent. Blanddryck är inte samma sak som groggvirke.
I bryggeribranschen benämns företeelsen Ready to Drink (RTD). I USA kallas de i konsumentledet ofta malternatives och i Storbritannien alcopops.
Systembolaget blockerade försäljningen av alkoläsk i Sverige fram till mitten av 1996, då Alkoholsortimentsnämnden beslutade, med hänvisning till Romfördragets artikel 30, att Systembolaget inte kunde vägra att sälja vissa produkter. Detta ledde till stor debatt, där marknadsföringen av alkoläsken ansågs vara inriktad framför allt mot ungdomar. Efter inledningsvis stora försäljningsframgångar har populariteten nu minskat, och många av alkoläskens marknadsandelar har övertagits av sötare varianter av cider som delar många egenskaper med alkoläsken men har jästs till sin alkoholstyrka.
Exempel på blanddrycker är Xide, Bacardi Breezer och Hartwall Original Long Drink.

### Fotnoter
1. ↑  ”Alkoläsk åter en populär dryck” (på svenska). Östgötacorrespondenten. 27 mars 2003. Arkiverad från originalet den 25 augusti 2018. https://web.archive.org/web/20180825002423/http://www.corren.se/nyheter/alkolask-ater-en-popular-dryck-4518925.aspx. Läst 24 augusti 2018.